# Metanema
Metanema is een geslacht van vlinders van de familie spanners (Geometridae), uit de onderfamilie Ennominae.

## Soorten
- M. bonadea Druce, 1892
- M. determinata Walker, 1866
- M. flavida Dognin, 1913
- M. inatomaria Guenée, 1858
- M. lurida Druce, 1898
- M. margica Schaus, 1901
- M. santella Schaus, 1901
- M. simplex Dyar, 1938
- M. striolata Schaus, 1912
- M. ugallia Dyar, 1912
- M. ustinota Prout, 1925